# 오산종합운동장
오산종합운동장(烏山州綜合運動場, Osan Stadium)은 대한민국 경기도 오산시에 있는 스포츠 시설이다. 인조잔디 필드와 우레탄 트랙이 갖춰진 다목적 경기장이며, 1986년에 준공되었다.

## 참고 문헌
- “오산종합운동장”. 오산시시설관리공단. 2020년 4월 11일에 원본 문서에서 보존된 문서. 2020년 4월 11일에 확인함.
- 〈오산종합운동장〉. 《두피디아》. 두산.
- 《전국 공공체육 시설 현황 (2017년말 기준)》. 대한민국 문화체육관광부. 2019.
- 《2019년 전국 공공체육시설 현황 (2018년말 기준)》. 대한민국 문화체육관광부. 2020.
- 《2023 전국 공공체육시설 현황 (2022년 12월말 기준)》. 대한민국 문화체육관광부. 2024.

## 같이 보기
- 오산종합운동장 보조경기장